# Rödstrupig fruktduva
Rödstrupig fruktduva (Ptilinopus viridis) är en fågel i familjen duvor inom ordningen duvfåglar. Den förekommer i skogsområden från östra Indonesien till Salomonöarna. Beståndet anses vara livskraftigt.

## Utseende och läte
Rödstrupig fruktduva är en liten och grön duva med en diagnostisk vinröd fläck på bröstet, grått huvud, ljusgrå fläck på skuldrorna och små fläckar på vingarna. Vissa honor saknar dock den röda bröstfläcken. Den grå skulderfläcken och vingfläckarna skiljer den då från hona vitbandad fruktduva. Lätet varierar geografiskt, på Nya Guinea ett tvåtonigt "coop-coOW".

## Utbredning och systematik
Rödstrupig fruktduva förekommer från Moluckerna österut via Nya Guinea till västra Salomonöarna. Den delas in i sex underarter:
- Ptilinopus viridis viridis – förekommer på södra Moluckerna (Buru, Seram, Ambon och angränsande öar)
- Ptilinopus viridis pectoralis – förekommer i Västpapua och nordvästra Nya Guinea
- Ptilinopus viridis geelvinkianus – förekommer på Numfoor, Biak och Meos Numöarna (norra Nya Guinea)
- Ptilinopus viridis salvadorii – förekommer på Yapen och norra Nya Guinea (Mamberamo River till Madang)
- Ptilinopus viridis vicinus – förekommer på Trobriandöarna och D'Entrecasteaux-öarna
- Ptilinopus viridis lewisii – förekommer på Manus Island, Lihiröarna, och Nissanöarna till västra Salomonöarna

## Levnadssätt
Rödstrupig fruktduva hittas i skogsområden i lågland och förberg, men även i plantage och mindre skogspartier. Den ses vanligen enstaka eller i par.

## Status och hot
Arten har ett stort utbredningsområde, men tros minska i antal, dock inte tillräckligt kraftigt för att den ska betraktas som hotad. Internationella naturvårdsunionen IUCN listar arten som livskraftig (LC).